# 飞弩-6便携式防空导弹
飞弩-6（FN-6，为其汉语拼音名FeiNu之縮寫）是一款由中国精密机械进出口总公司（CNPMIEC）所研制、生产和对内外销售的第三代被动式红外线导引肩扛、人員攜行式防空导弹系统，亦是目前中国在国际市场上提供最先进的肩扛式防空导弹，发射72毫米防空导弹。
它是特别设计旨在可以打击低空飞行的目标，例如直升机和低空作战飞机。它的最大有效射程为6.5公里，而目标最高高度为3.8公里。飞弩-6除了在中国人民解放军（PLA）服役以外，亦还大量出口至中东国家，经实战检验后中国也以飞弩-6为基础研发了一系列其他便携式防空导弹系统以及加装其他车辆上的近程防空系统。

## 研製
飞弩-6是由中国精密机械进出口总公司（CNPMIEC）所研制。它是特别设计可以攻击低空和非常低空飞行的目标。飞弩-6與前卫导弹系列为平行研制的便携式防空导弹。飞弩-6（或稱FN-6）導彈系統事實上是對外出口名稱，在中国人民解放军（PLA）服役的名稱為红缨-6（HY-6）。但FN-6导弹系统的训练模拟器却并非由制造商所开发的，而是由中国人民解放军在购入导弹以后自行开发。飞弩-6的训练模拟器也适用于基于飞弩-6发展的一系列便携式防空系统。

## 特徵
飞弩-6是第三代被动式红外线导引便携式防空导弹系统（英語：Man-Portable Air-Defence System，簡稱：MANPADS）。它配备了一台数码化红外线导引装置，具有较强大的抗热焰弹、太阳和地面源干扰的能力。该导弹的金字塔状弹头设有四組红外线导引装置单元。发射器的手柄內容纳了电池和冷却系统。发射器上還具有敌我识别天线和一个可选夹式光学瞄准具。
导弹能够全向攻击，并且具有70％的單發命中概率。它可以攻擊最大4G过载的机动目标。 在飞弩-6便携式防空导弹系统可以配备夜视装备的同时，它也可以配备敌我识别系统，有两种已经向公众显示，其中一款在外观上类似于FIM-92「毒刺」的AN/PPX-1敌我识别系统，而另一款敌我识别系统则采用鱼骨状天线。配备敌我识别系统的飞弩-6会被重新命名为飞鹰-6（FY-6，FY为源自官方翻译的拼音「飞鹰」（Fei Ying）的类别代码）。

## 規格
完整飞弩-6导弹系统重16公斤。该导弹的长度為1.495米，直径為0.072米。它采用单级固体火箭发动机，飞行时导弹采用对头攻击模式可达到的最大速度为360米／秒，尾追攻击时則为300米／秒。该导弹的攻击范围从500公尺到6公里，其攻击高度从150米至3.5公里。

## 衍生型

### 飞弩-16
在2008年年底举行的第七届珠海航展上，中国展出了新型号的飞弩系列便携式防空导弹，飞弩-16（FN-16）。飞弩-16是早期型的飞弩-6的改进，提供更好的全方位攻击能力和较好的抗干扰能力。另一项重大改进是其导引装置，除了原有的红外线导引，还导入了紫外线导引。这种导引方法在后期型FIM-92「毒刺」上亦有使用。就像它的前身飞弩-6一样，飞弩-16也可以配备在飞弩-6上使用的两种敌我识别系统；亦就像飞弩-6一样，配备敌我识别系统的飞弩-16会被重新命名为飞鹰-16（FY-16，FY为源自官方翻译的拼音「飞鹰」（Fei Ying）的类别代码）。

### HN-6
HN-6（红缨-6）是飞弩/鹰-16的进一步研制型号。本来，这种导弹的中文名称是红缨-6，因此其拼音缩写应该是HY-6（HY为拼音「红缨」Hong Ying 的简写）。然而，拼音缩写“HY”已经被另一种中国导弹系列，海鹰系列反舰导弹（拼音：Hai Ying）所采用。因此，为避免混淆，这个系列后续型号的被命名为HN-6，排在另一款早期便携式防空导弹系统红缨-5（HN-5）之后。红缨-6采用了早期型飞弩／飞鹰-6／16便携式防空导弹系统的火控系统（英語：Fire-control system，简称：FCS），但中国官方媒体亦显示，它还配备了一款命名不明的新型火控系统作为其瞄准具。
红缨-6除了性能较原来的飞弩／飞鹰-6／16便携式防空导弹系统有所改进并加以提高以外，红缨-6亦采用了导弹导引头保护盖，给予更好的保护，防止外部环境的影响。 根据解放军的训练照片和视频，这个保护盖似乎不会在导弹发射时自动弹出，而是需要在发射导弹之前将它手动移除。红缨6弹体与导弹尾翼采用分离设计，导弹的尾翼固定在一个套环上，储存于弹体前部的方盒子中，套管直径略大于弹体前部直径但小于后端发动机部分的直径，红缨6弹体后端直径比前段大2mm，发射时弹体前部可以穿过套环，后部穿不过，将套环带走，随着飞行越套越，保证有足够大的尾翼面积的同时不会增大发射筒的直径，也不必采用弹翼折叠机构。而红缨-6的另一个改进自飞弩／飞鹰-6／16便携式防空导弹系统的地方是，它亦可整合成为个与RBS 70和西北風类似的发射站：可以折叠、运输和储存的輕型三腳架连接一张座椅的发射支架，而操作者由一块防弹玻璃防护屏所保护。

### 飞弩-6A
飞弩-6A是飞弩-6的车载版本，并在2005年第一次向公众透露。该系统是基于中国制悍马（东风EQ2050），总重达4.6英噸。为一人操作炮塔被两台四联装发射器和电子光学火控系统（英語：Fire-control system，简称：FCS），包括红外线、激光和电视所夹住。与类似的系统上常见的布置相反，飞弩-6A的火控系统被安装在一个不寻常的布置，即是在发射器的底下。由于空间的限制，火控系统分布在两个地方，其中一个部分设在其中一台发射器的底下之间，而另一个部分则设在整个炮塔另一面的发射器。另外亦加装了12.7毫米重机枪以增加额外的保护。车辆是由两名乘员，一名司机和一名武器系统操作员所组成。标准配备当中包括通讯器材和地面导航装备。该系统采用了模块化设计，可以很容易被纳入的其他子系统，例如敵友識別系統。辅助动力装置能够提供足够的电力系统连续工作超过8小时。
飞弩-6A的火控系统可以锁定10 公里以外的目标，反应时间小于5秒。每辆车辆可以独立应战，但通过指挥车亦可以与其他车辆整合并组成一个统一的单位战斗，这也是基于悍马。指挥车提供固态光无源相控阵雷达，以提高态势感知能力，可以达到同时直接指挥8辆发射车。1辆指挥车和8辆发射车所组成的一个统一的单位，在战斗的时候可以作为防空连队，而这样又反过来可以被整合到一个更大的防空网络。另一方面，发射车亦可以直接整合到更大的防空网络而无需指挥车。
每辆发射车都需要一辆支援车补给，这也是基于一辆悍马的支援车以降低物流成本。每辆补给车携带24枚导弹，而且不消一分钟的时间就能够重新装填每一枚导弹。与M1097“复仇者”类似的是，每台发射器都被设计为可使每枚导弹也可以被移除下来，并由一名士兵像一枚普通便携式防空导弹般手动发射。虽然亦能有效对抗超音速飞机，但对无人机和导弹的最大目标速度都被限制在300米／秒（984.27英尺／秒）。

### FB-6A
由于主要是试验目的，飞弩-6A并没有进入批量生产，只有非常有限的数量在中国人民解放军服役。在随后的珠海航展遵循原作登场，飞弩-6A被它的后继者FB-6A所取代，也可看到越来越多的FB-6A在中国人民解放军服役。FB-6A系统的总体设计师是卫志刚先生，据传也是FB-6A的前身，飞弩-6A的总设计师。
飞弩-6A和它的后继FB-6A之间的主要区别在于后者当中的地对空导弹系统被分解为两个部分，而並不像前者的一个单一的单元：FB-6A的地对空导弹系统是由两辆车辆所组成，一辆搭载着交战雷达，而其他的车辆都携带导弹。FB-6A的搜索／交战雷达是平面阵列，并且可以在运输过程中向下折叠，但开发人员并没有透露该雷达本身是不是採用相控阵列设计。然而，开发人员确实声称，机械扫描平面阵列和电子方式扫描被动式相控阵列两者都可以根据客户的要求提供，但它並沒有明确地说明在中国人民解放军服役的FB-6A使用哪一款阵列。
FB-6A型导弹发射平台与它的前身不同的是，飞弩-6A上用以增加额外的保护的12.7毫米重机枪和电子光学火控系统（英語：Fire-control system，简称：FCS）都被移除，但在后备操作员控制台与两台四联装发射器之间增加了一块防弹玻璃防护屏以保护操作员，虽然FB-6A系统可以由车辆操作。虽然12.7毫米重机枪已不再是FB-6A系统的标准武装，它可以作为一个添加选项重新装上，并可以与其他机枪型号互换。携带FB-6A的导弹发射车的总数与飞弩-6A保持不变，仍然在总计8辆。

### ZBL-09防空系统
在2012年11月9日举行的珠海航展上，中国向公众多透露了一款车载型飞弩-6／16系统的衍生型。该防空系统（英語：Air defense system，简称：ADS）包括一门30毫米加特林机炮砲塔，搭配每边2枚、总共4枚飞弩-16导弹的导弹容器／发射器。与安装在中国制悍马（东风EQ2050）的飞弩-6A和FB-6A早期型防空系统相比，ZBL-09防空系统安装在ZBL-08 8×8轮式步兵战车的底盘上，从而提供更大的保障。与早期型FB-6A防空系统一样，炮塔上的相控阵雷达在运输过程中可以折叠。然而，ZBL-09没有大规模在中国人民解放军（PLA）服役，只是订购非常有限的数量作试验目的。据传闻，因为30毫米加特林机炮是来自AK-630近迫武器系統，这台6管机炮将会使后勤更为复杂以及增加了成本；而同时間其他30毫米加特林机炮，已经在中国服役，例如基于H/PJ-12型7管30毫米近迫武器系統的陆盾2000（LD-2000，LD为源自官方翻译的拼音「陆盾」（Lu Dun）的类别代码）7管陆基近防系统。这导致了一些中国军事爱好者要求将ZBL-08步兵战车主要用于出口，同时中国人民解放军有一个明显顺序，并以7管机炮将6管机炮取代。但在第九届珠海航展上及以后，并没有研发方面的新闻。

## 战斗历史

### 叙利亚叛乱
飞弩-6在2013年的叙利亚内战的作战阶段之中亮相。在2013年2月叙利亚内战之中，一段影片显示自由叙利亚军战士在代尔祖尔使用来历不明的飞弩-6。2月25日，叙利亚空军的Mi-8直升機在阿勒颇附近的米纳空军基地被飞弩-6所击坠。
虽然目前未知反政府武装组织如何获得导弹，“环球时报”指出，尽管中国制造的导弹在过去亦击落飞机，在叙利亚战争中“是第一次成功地被拍摄到（击毁场面）的影片”。
然后在3月5日又有另一架直升机（可能亦是一架MI-8）被飞弩-6所击坠。
8月18日，第一次记录到发生击坠固定翼飛機的事件。当时一支来自黎凡特自由人的伊斯兰革命运动组织旅团以下的团队击落了一架飞过了拉塔基亚省的叙利亚空军所属MiG-21戰鬥機。被拍摄到的喷气式飞机的驾驶员跳降落伞逃生，但目前他的状态仍然不明。此次击墜也是飞弩-6的首次击破喷气式飞机。

### 2014年伊拉克北部內战
2014年伊斯蘭國武装分子在伊拉克的进攻期间，用一枚疑似由卡塔尔提供给激进武装组织使用的飞弩-6于10月3日在拜伊吉附近击落了一架伊军的俄制Mi-35攻击直升机。
10月8日，武装分子又在同一地区使用该型导弹击落一架伊军的美制贝尔407侦察直升机，造成两名驾驶员陣亡。

## 使用者

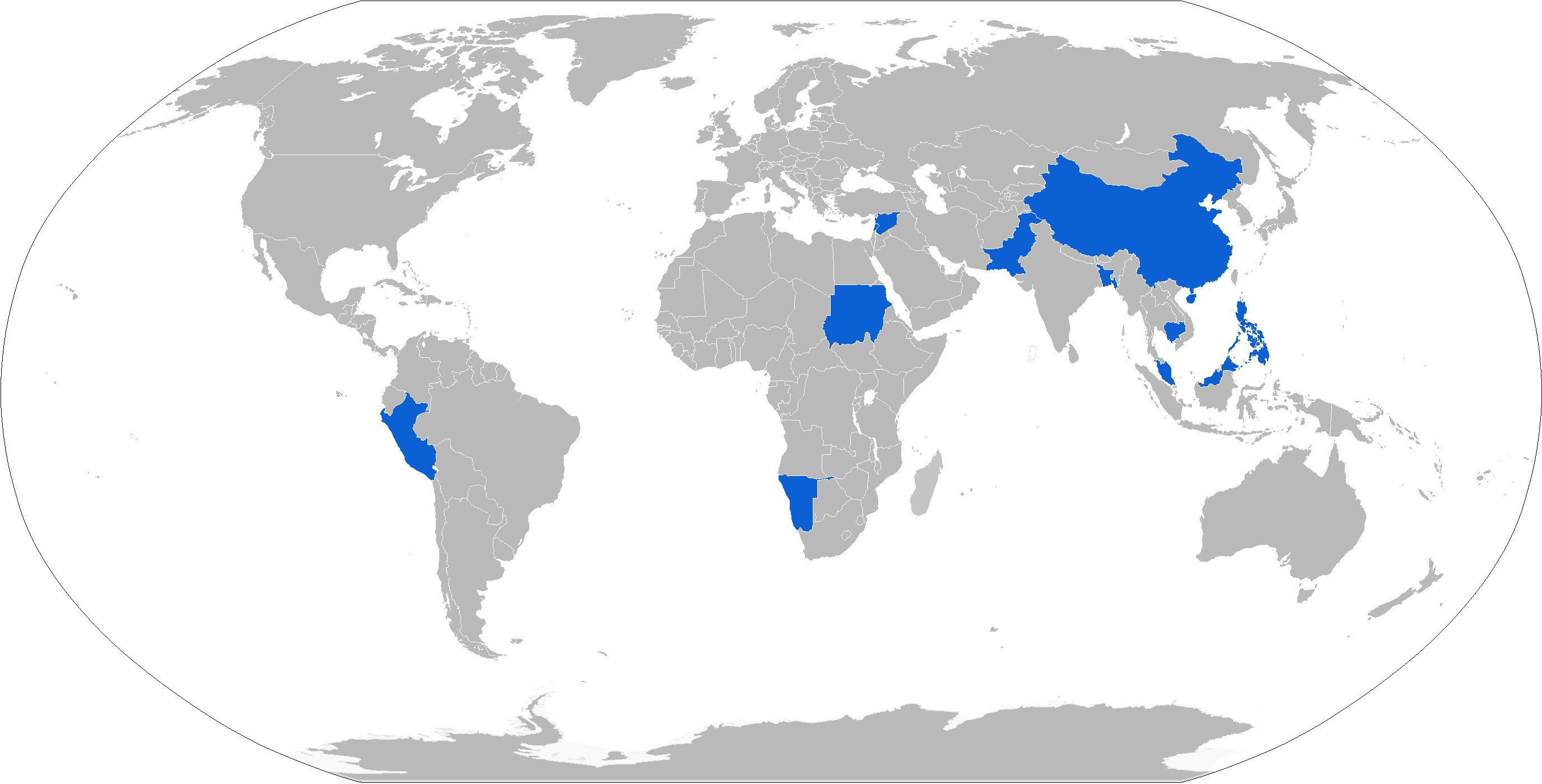
藍色为飞弩-6便携式防空导弹的使用国。

- ：陸軍
- 中华人民共和国
  - 中国人民解放军—有限量服役
    - 陆军
    - 空军

  - 中國民兵[3][26]
- 柬埔寨：柬埔寨軍隊[27]
- 马来西亚[28][29]
- 伊朗
- 伊斯蘭國
- 巴基斯坦：巴基斯坦海軍
- 秘魯：秘鲁海军[30]
- 苏丹[2][31]
- 自由敘利亞軍：YouTube及网易视频证据显示自由叙利亚军拥有飞弩-6导弹[32][33][34]

## 與其他產品比較表
|                      | 9K34箭-3便攜式防空飛彈                          | 9K38針式防空飛彈                                | 9K310 針-1式防空飛彈                            | FIM-92刺針便攜式防空飛彈                     | 飛弩-6便攜式防空導彈                                                                    |
| -------------------- | ----------------------------------------------- | ----------------------------------------------- | ----------------------------------------------- | -------------------------------------------- | --------------------------------------------------------------------------------------- |
| 服役開始             | 1974                                            | 1983                                            | 1981                                            | 1982                                         | 2008-2010                                                                               |
| 備射總重             | 16.0 kg （35.2 lb）                             | 17.9 kg （39.5 lb）                             | 17.9 kg （39.5 lb）                             | 14.3 kg （31.5 lb）                          | 16.0 kg （35.2 lb）                                                                     |
| 飛彈重               | 10.3 kg （22.7 lb）                             | 10.8 kg （23.8 lb）                             | 10.8 kg （23.8 lb）                             | 10.1 kg （22.3 lb）                          | 10.8 kg （23.8 lb）                                                                     |
| 彈頭重               | 1.17 kg （2.6 lb）， 390 g （13.75 oz） HMX炸藥 | 1.17 kg （2.6 lb）， 390 g （13.75 oz） HMX炸藥 | 1.17 kg （2.6 lb）， 390 g （13.75 oz） HMX炸藥 | 2–3 kg （4–6 lb）， 450 g （15.9 oz） HE炸藥 | >1 kg （>2 lb）， 400-600 g （14.1-21.16oz） ？炸藥                                     |
| 戰鬥部               | 破片                                            | 破片                                            | 破片                                            | 連續杆                                       | 破片                                                                                    |
| 可用引信             | 碰炸引信。                                      | 延遲引信， 磁感應引信。                         | 延遲引信， 磁感應引信                           | 延遲引信。                                   | 延遲引信， 碰炸引信。                                                                   |
| 速度，平均／最高     | 470 m/s （1050 mph） 穩定速                     | 600 m/s （1350 mph） 穩定速                     | 600 m/s （1350 mph） / 800 m/s （1800 mph）     | 700 m/s （1500 mph） / 750 m/s （1700 mph）  | 360 m/s （1,181.1 mph） / 600 m/s （1,968.5 mph）                                       |
| 射程                 | 4100 m （13,500 ft）                            | 5200 m （17,000 ft）                            | 5000 m （16,400 ft）                            | 4500–4800 m （14,800–15,700 ft）             | 500–6000 m （1,640.42－19,685.04 ft）                                                   |
| 目標物接近時最高速度 | 260 m/s （580 mph）                             | 360 m/s （805 mph）                             | 360 m/s （805 mph）                             | 750 m/s （1678 mph）                         | 360 m/s （805 mph）                                                                     |
| 目標物遠離時最高速度 | 310 m/s （690 mph）                             | 320 m/s （715 mph）                             | 320 m/s （715 mph）                             | 660 m/s （1476 mph）                         | 300 m/s （671 mph）                                                                     |
| 導引元件             | 氮冷卻， 硫化物 （PbS）                         | 氮冷卻， 銦銻化合物（InSb） 免冷卻硫化物（PbS） | 氮冷卻， 銦銻化合物（InSb）                     | 氬冷卻， 銦銻化合物（InSb）                  | 氟化鎂冷卻， ？                                                                         |
| 掃描頻率             | 調頻                                            | 調頻                                            | 調頻                                            | 調頻                                         | 調頻                                                                                    |
| 其他資料             |                                                 | Aerospike科技可以減少超音波氣流殆速             | Tripod-mounted科技可以減少超音波氣流殆速        |                                              | 由氟化鎂材料組成的八棱錐導引頭可以減少空氣阻力 採用鈦合金預置破片式戰鬥部可加裝更多炸藥 |

## 資料來源
1. 1 2 3 4  . Jane's Information Group.   [2008-12-30]. （原始内容存档于2009-12-05）. （页面存档备份，存于）
2. 1 2  Andrei Chang. . UPI Asia. 2008-03-28  [2008-12-30]. （原始内容存档于2012-06-09）. （页面存档备份，存于）
3. 1 2 3  . Sinodefence. 2007-12-21  [2008-12-30]. （原始内容存档于2006-05-10）. （页面存档备份，存于）
4. ↑  .   [2013-02-24]. （原始内容存档于2013-05-20）. （页面存档备份，存于）
5. ↑  .   [2013-03-01]. （原始内容存档于2013-09-21）. （页面存档备份，存于）
6. ↑  .   [2013-03-01]. （原始内容存档于2013-09-21）. （页面存档备份，存于）
7. ↑  .   [2013-03-01]. （原始内容存档于2014-04-13）. （页面存档备份，存于）
8. ↑  .   [2012-11-03]. （原始内容存档于2016-03-04）. （页面存档备份，存于）
9. ↑  .   [2016-05-18]. （原始内容存档于2017-03-05）. （页面存档备份，存于）
10. ↑  .   [2012-11-03]. （原始内容存档于2016-03-05）. （页面存档备份，存于）
11. ↑  .   [2012-12-06]. （原始内容存档于2013-12-24）. （页面存档备份，存于）
12. ↑  .   [2013-01-24]. （原始内容存档于2013-05-20）. （页面存档备份，存于）
13. ↑  .   [2013-01-24]. （原始内容存档于2012-11-17）. （页面存档备份，存于）
14. ↑  .   [2013-01-24]. （原始内容存档于2013-05-20）. （页面存档备份，存于）
15. ↑  .   [2013-03-13]. （原始内容存档于2013-09-28）. （页面存档备份，存于）
16. ↑  .   [2013-03-18]. （原始内容存档于2013-09-21）. （页面存档备份，存于）
17. ↑  .   [2013-03-18]. （原始内容存档于2013-09-21）. （页面存档备份，存于）
18. ↑  .   [2013-10-02]. （原始内容存档于2014-02-22）. （页面存档备份，存于）
19. ↑  .   [2013-03-19]. （原始内容存档于2020-12-04）. （页面存档备份，存于）
20. ↑  .   [2013-10-02]. （原始内容存档于2013-09-27）. （页面存档备份，存于）
21. ↑  "Syria - Assad Helicopter Downed by Rebel MANPAD at Neirab Airport 5-March-13" （页面存档备份，存于） YouTube video, accessed August 13, 2013
22. ↑  .   [2013-10-02]. （原始内容存档于2013-12-03）. （页面存档备份，存于）
23. ↑  .   [2013-10-02]. （原始内容存档于2016-06-15）. （页面存档备份，存于）
24. ↑  .   [2014-10-17]. （原始内容存档于2014-10-10）. （页面存档备份，存于）
25. ↑  NYTimes.com－ISIS Militants Shoot Down Iraqi Helicopter, Killing 2
26. ↑  .   [2014-04-29]. （原始内容存档于2014-04-29）. （页面存档备份，存于）
27. ↑  .   [2012-11-03]. （原始内容存档于2013-09-04）. （页面存档备份，存于）
28. ↑  . Daily Express. 2004-07-21  [2008-12-30]. （原始内容存档于2004-08-03）. （页面存档备份，存于）
29. ↑  Nick Leong. . The Star. 2004-07-21  [2008-12-30]. （原始内容存档于2012-06-09）. （页面存档备份，存于）
30. ↑  . Alejo Marchessini. Defensa.com. 2009-07-27  [2009-09-11]. （原始内容存档于2018-05-01）. （页面存档备份，存于）
31. ↑  Joe Pappalardo. . Popular Mechanics. 2008-06-02  [2008-12-30]. （原始内容存档于2012-06-09）. （页面存档备份，存于）
32. ↑  . Global Times. 2013-03-13  [2013-07-11]. （原始内容存档于2013-03-17）. （页面存档备份，存于）
33. ↑  .   [2013-03-07]. （原始内容存档于2013-03-13）. （页面存档备份，存于）
34. ↑  .   [2013-03-07]. （原始内容存档于2013-03-10）. （页面存档备份，存于）

## 外部連結
- （英文）—weaponsystems.net－HY-6 （页面存档备份，存于）
- （英文）—Asian Defense－FN-6 man-portable air defense system MANPADS （页面存档备份，存于）
- （英文）—The Firearm Blog.com—A Guide To Chinese Infantry Support Weapons (Guest Post) （页面存档备份，存于）
- （英文）—Military, Security and Civilian Guns—CNPMIEC FeiNn-6 (HongYing-6) / FN-6 (Flying Crossbow) （页面存档备份，存于）
- （日語）—日本周辺国の軍事兵器 （页面存档备份，存于）
- （中文）—人民網—圖文：國產FN-6便攜式防空導彈 （页面存档备份，存于）
- （中文）—新浪网—
  - 中国推出FB-6A轻型机动防空系统 （页面存档备份，存于）
  - 坦克装甲专题 （页面存档备份，存于）